# Colin à longue queue
Dendrortyx macroura
Espèce
Statut de conservation UICN

 LC  : Préoccupation mineure
Le Colin à longue queue (Dendrortyx macroura) est une espèce d'oiseau galliforme appartenant à la famille des Odontophoridae.

## Description
Les adultes mesurent entre 22 et 27 cm de longueur. C'est un oiseau au corps brun, le ventre est plus clair avec des petites taches sombres et le dos a des taches blanches ou grises. Les plumes de la face, la crête et la gorge sont noires mais il a deux lignes blanches au-dessus et en dessous de l'œil. L'œil, son pourtour et le bec sont rouges.

## Répartition
Il est endémique du Mexique. Il vit dans les forêts humides de pins et de chênes des zones tempérées et froides de montagne, dans les ravins et sur les pentes des volcans. Sa distribution comprend les zones volcaniques de Veracruz à Jalisco, les plus hautes régions des États de Guerrero et d'Oaxaca.

## Liste des sous-espèces
Selon la classification de référence du Congrès ornithologique international (version 15.1, 2025) :
- Dendrortyx macroura macroura (Jardine & Selby, 1828) — centre-est du Mexique ;
- Dendrortyx macroura griseipectus Nelson, 1897 — centre du Mexique ;
- Dendrortyx macroura diversus Friedmann, 1943 — nord-ouest du Jalisco ;
- Dendrortyx macroura striatus Nelson, 1897 — centre-ouest du Mexique ;
- Dendrortyx macroura inesperatus Phillips, AR, 1966 — centre-sud du Mexique ;
- Dendrortyx macroura oaxacae Nelson, 1897 — ouest de l'Oaxaca.